# Жуковицы
Жуковицы — деревня в Лежневском районе Ивановской области России, входит в состав Лежневского сельского поселения.

## География
Деревня расположена в 17 км на юго-запад от райцентра посёлка Лежнево.

## История
В полукилометре от деревни располагался Петропавловский погост. Каменная церковь с колокольней в погосте  построена на средства прихожан в 1866 году. В 1882 году купец Дербенев вокруг церкви и колокольни устроил каменную ограду. Престолов в церкви было два: в холодной — в честь Покрова Пресвятой Богородицы и в теплом приделе — во имя Святителя и Чудотворца Николая. Приход составляли деревни: Жуковицы, Подраменово, Шпариха, Марковицы, Высоково, Вахнеево, Щапово. В деревне Жуковицы существовала народная школа, помещавшаяся в доме, построенном на средства купца Дербенева. 
В конце XIX — начале XX века деревня входила в состав Быковской волости Ковровского уезда Владимирской губернии. В 1859 году в селе числилось 28 дворов, в 1905 году — 28 дворов.
С 1932 года деревня входила в состав Стрекаловского сельсовета Лежневского района, с 1954 года в составе Щаповского сельсовета, в 1963-85 годах — в составе Ивановского района, с 2005 года село — в составе Воскресенского сельского поселения, с 2015 года — в составе Лежневского сельского поселения.

## Население
| 1859 | 1905 |
| ---- | ---- |
| 159  | 141  |

| 1859 | 1905 | 2010 |
| ---- | ---- | ---- |
| 159  | ↘141 | ↘8   |

## Достопримечательности
На бывшем Петропавловском погосте находится полуразрушенная Церковь Петра и Павла (1866)